# Pealius splendens
Pealius splendens es un hemíptero de la familia Aleyrodidae, con una subfamilia: Aleyrodinae.
Fue descrita científicamente por primera vez por David, Sudararaj & Regu en 1991.